# Šumanovci
Šumanovci es una localidad de Croacia en el ejido de la ciudad de Kutjevo, condado de Požega-Eslavonia.

## Geografía
Se encuentra a una altitud de 158 m s. n. m. a 186 km de la capital nacional, Zagreb.

## Demografía
En el censo 2011 el total de población de la localidad fue de 139 habitantes.Para el censo de 2021, este número descendió a 116 residentes, de los cuales 67 eran mujeres y 49 hombres.
| Gráfica de población de Šumanovci 1857-2011                         |
|                                                                     |
| Según los censos de población de la oficina estadística de Croacia. |